# El bosque petrificado
El bosque petrificado (título original en inglés, The Petrified Forest) es una película estadounidense de 1936, dirigida por Archie Mayo. El guion de Charles Kenyon y Delmer Daves está basado en la obra de teatro homónima escrita por el dramaturgo Robert E. Sherwood y estrenada en Broadway en 1935; los papeles principales están interpretados por Leslie Howard, Bette Davis y Humphrey Bogart. Aunque la película está ambientada en el Parque nacional del Bosque Petrificado en Arizona, los exteriores se rodaron en el «Parque estatal Red Rock Canyon» (California).

## Argumento
La acción se desarrolla en la década de los 30 —del siglo XX— en un área de servicio perdida en «Black Mesa» (Arizona) en los aledaños del Parque nacional del Bosque Petrificado. Un autoestopista, Alan Squier (Leslie Howard), fracasado escritor británico, vagabundea por las carreteras en busca de sutento. Así cae en el área de servicio gestionada por Jason Maple (Porter Hall), su hija Gabrielle (Bette Davis) y el abuelo Gramp (Charley Grapewin), que presume de sus aventuras en el Viejo Oeste con personajes como Billy the Kid.
La madre de Gabrielle fue una novia de guerra francesa que se enamoró de Jason cuando era un joven y apuesto oficial norteamericano, que se convirtió en «un hombre aburrido y derrotado» después de servir en la Primera Guerra Mundial; se volvió a Francia cuando Gabrielle todavía era una cría. Ahora envía poesías a su hija mientras que la joven sueña con viajar a Bourges, donde sus padres se conocieron, para estudiar arte. Alan cuenta su historia —cómo escribió una novela y vivió en Francia ocho años con la mujer de su editor, intentando escribir la segunda—. Gabrielle se enamora perdidamente.
Gabrielle muestra a Alan sus pinturas —es la primera vez que se las enseña a alguien— y le lee su poema favorito de François Villon. Boze Hertzlinger (Dick Foran), un empleado fornido que ha cortejado a Gabrielle en vano, se pone celoso y Alan, que decide irse inmediatamente. Consigue que una pareja de turistas ricos, el Sr. y la Sra. Chisholm (Paul Harvey y Genevieve Tobin, respectivamente) le lleven en su coche; pocos minutos después se encuentran en la carretera con Duke Mantee (Humphrey Bogart), un infame gánster que está huyendo de la policía y cuyo coche se ha averiado. Duke y su pandilla se apoderan del auto de los Chisholm y conducen hasta el restaurante, donde Duke ha quedado en reunirse con su novia, Dori, camino de México. Al rato, Alan, los Chisholm y su chófer vuelven también al restaurante.
Alan, indiferente a su situación de rehén, entabla una conversación festiva con Duke y brinda por él como «el último gran apóstol del individualismo duro». Boze arrebata un rifle y consigue caer sobre Duke, pero en un momento de distracción  Duke saca su pistola y dispara a Boze en la mano, recuperando el control.. Duke se entera de que han capturado a Doris y que ha revelado su punto de encuentro a la policía. Mientras la policía y los agentes federales se acercan al restaurante, Duke se prepara para huir, anunciando que se llevará al Sr. y la Sra. Chisholm.
Alentado por la valentía de Boze, Alan se deja llevar por un impulso y, mientras Gabrielle está en la habitación del fondo vendando la mano de Boze, saca una póliza con su seguro de vida y pone a Gabrielle de beneficiaria. Luego pide a Duke que le dispare para que Gabrielle pueda realizar su sueño de ir a Francia. Duke acepta, después de que Alan le impida irse con sus rehenes; por fin Duke se va, pero la policía le atrapa. Alan muere en los brazos de Gabrielle, seguro de que será capaz de abandonar su existencia anodina y podrá alcanzar su sueño.

## Reparto
Leslie Howard	 ... 	Alan Squier

Bette Davis	... 	Gabrielle Maple

Humphrey Bogart	... 	Duke Mantee

Genevieve Tobin	... 	Sra. Chisholm

Dick Foran	... 	Boze Hertzlinger

Joe Sawyer	... 	Jackie (acreditado como Joseph Sawyer)

Porter Hall	... 	Jason Maple

Charley Grapewin	... 	«Gramp» Maple

Paul Harvey	... 	Sr. Chisholm

Eddie Acuff	... 	Lineman

Adrian Morris	... 	Ruby

Nina Campana	... 	Paula, la cocinera

Slim Thompson	... 	Slim

John Alexander	... 	Joseph, el chófer

## Producción

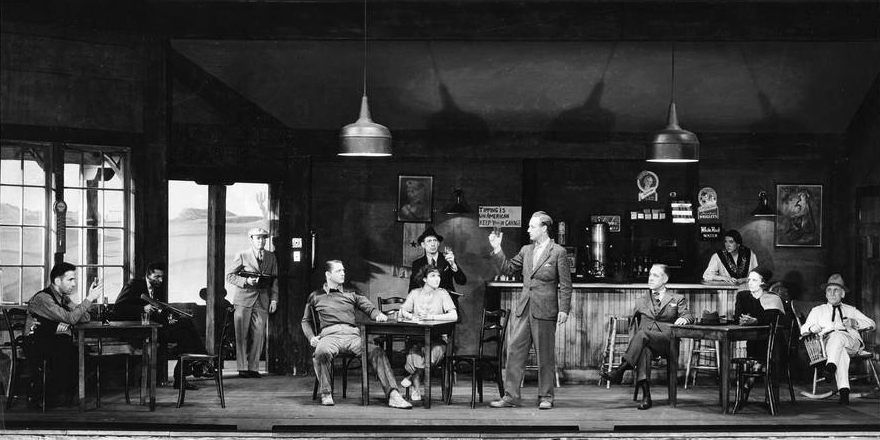
Humphrey Bogart (izquierda) y Leslie Howard (de pie, en el centro) durante la representación de The Petrified Forest, en Broadway, 1935, con dirección de Arthur Hopkins.

La puesta en escena de la obra de teatro The Petrified Forest en Broadway en 1935 contaba con Howard, un actor consagrado, y Bogart, un actor en su primera actuación teatral importante. Sherwood se inspiró en John Dillinger para crear el personaje de Duke Mantee. Bogart, que obtuvo el papel en parte debido a su parecido físico con Dillinger, se preparó con imágenes y películas del gánster para imitar sus gestos en escena.
Aunque Bogart estaba triunfando en Broadway en el papel de Duke Mantee, no fue la primera opción en el reparto de la película. Warner Brothers tenía la intención de utilizar a Edward G. Robinson, más rentable ya que tenía contrato con la productora. Pero Howard, cuyo contrato le permitía el control final del guion, informó al estudio que no participaría en la versión cinematográfica sin Bogart como coprotagonista. Bogart, gracias al éxito de la película, se consolidó como actor y se lo agradeció a Howard el resto de su vida. En 1952, Bogart y Lauren Bacall llamaron a su hija Leslie Howard Bogart, en honor de Leslie Howard que había fallecido en un accidente aéreo cuando la fuerza aérea alemana derribó su vuelo de Lisboa a Bristol, el 1 de junio de 1943, durante la Segunda Guerra Mundial.
En 1948, Robinson interpretó a un personaje similar a Duke Mantee —un gánster que toma como rehenes a un grupo de personas en un hotel de Florida— en Cayo Largo / Huracán de pasiones (Key Largo, 1948), con Bogart actuando en el papel principal. En su penúltima película, Horas desesperadas (The Desperate Hours, 1955), Bogart interpretó a otro gánster, que tomaba como rehén a una familia suburbana, y describió al personaje como «Duke Mantee de mayor».

## Crítica
En enero de 1936, la revista Variety publicó: «La película copia totalmente la trama de la obra de teatro... En los papeles que interpretaron en escena están Leslie Howard y Humphrey Bogart —el primero como un autor desilusionado y con el alma rota, que busca un nuevo significado en la vida; el último, un asesino, acosado y rodeado de perseguidores, revelando en sus últimos momentos una desesperación que no está muy lejos de la del escritor—. Las escenas en las que el desesperado es el centro de atención, mientras espera su propia perdición, ... están llenos de drama hábilmente grabado y bordados con toques apropiados de comedia. El romance entre Howard y Bette Davis es una actuación impresionante... La caracterización de Davis produce tanto simpatía como admiración. La amenaza de Bogart es completa.»
Graham Greene en su artículo publicado en la revista The Spectator, en 1936, hizo una crítica pobre de la película. Comparando la película de Mayo con la obra de teatro de Sherwood, Greene encontró que la elevada filosofía de Sherwood se había degradado en la adaptación y que el «drama de la película cae bajo el peso» de los temas del guionista que consideró «bastante medianos». Greene elogia a Davis y Howard por sus actuaciones, pero sugiere que "la vida misma, que se coló durante la escena de apertura [...] se escurre y desparece, dejándonos solo con los símbolos."
Jorge Luis Borges, escribiendo para la revista argentina Sur en septiembre de 1936, dijo que la película era «una de las más fuertes que he visto». Elogia los “personajes extraordinariamente definidos”, señalando que «Una vez que el motivo alegórico es descartado o relegado a un nivel secundario, la trama de El bosque petrificado —la influencia mágica de acercarse a la muerte en un grupo aleatorio de hombres y mujeres— me parece admirable. En esta película, la muerte funciona como la hipnosis o el alcohol: saca los recovecos del alma a la luz del día".» 